# TV3 (Letonia)
TV3 Letonia este o televiziune privată generalistă din Letonia care face parte din grupul media Modern Times Group.

## Legături externe
- Site oficial